# Plastic Memories
Plastic Memories (プラスティック・メモリーズ?, Purasutikku Memorīzu, lett. "Ricordi di plastica") è una serie televisiva anime prodotta da Doga Kobo e diretta da Yoshiyuki Fujiwara, trasmessa in Giappone tra il 4 aprile e il 27 giugno 2015. Un adattamento manga è stato serializzato sulla rivista Dengeki G's Comic di ASCII Media Works tra il 2015 e il 2016. Un videogioco basato sulla serie, coprodotto da MAGES e 5pb., è stato pubblicato il 13 ottobre 2016.

## Trama
In un prossimo futuro dove gli esseri umani sono abituati a vivere con androidi dall'aspetto uguale a quello delle persone normali, la SAI Corp, l'azienda produttrice di androidi leader del settore, ha introdotto i giftia, un nuovo modello di androide che più di tutti si avvicina all'uomo. L'unica pecca del prodotto è la sua "durata di vita" che ammonta a 81 920 ore (circa nove anni e tre mesi), limite oltre il quale, a causa di un difetto della tecnologia di produzione, gli androidi cominciano a presentare malfunzionamenti e vanno quindi prontamente ritirati.
La storia segue le vicende di Tsukasa Mizugaki e una giftia di nome Isla, i quali lavorano insieme per la SAI Corp. Assegnati al Terminal Service della società, i due sono responsabili del recupero degli androidi vicini alla loro data di scadenza con il compito di cancellarne subito la memoria.

## Personaggi

### Terminal Service Nº 1

I protagonisti Isla e Tsukasa

Tsukasa Mizugaki (水柿 ツカサ?, Mizugaki Tsukasa)
Doppiato da: Yasuaki Takumi
Il protagonista della serie. È un ragazzo di diciotto anni che non ha passato gli esami di ammissione all'università a causa di problemi di salute. Grazie ad una raccomandazione del padre, egli riesce ad ottenere un lavoro presso il Terminal Service Nº 1 della SAI Corp, ma inizialmente non sa quali siano i compiti del dipartimento. Entrato in squadra con Isla, ben presto comincia ad affezionarsi a lei, non sapendo che la sua vita sta per volgere al termine. Quando lo scopre, si rifiuta di abbandonarla, continuando dunque ad essere il suo partner e rendendosi finalmente conto di amarla.
Isla (アイラ?, Aira)
Doppiata da: Sora Amamiya
Una giftia dall'aspetto infantile che porta le code di cavallo e che di solito tende a far sentire agli altri il peso della fugacità della vita. Veterana del Terminal Service Nº 1, in passato aveva lavorato in coppia con Kazuki, ma negli ultimi tempi era stata estromessa dal servizio attivo e si limitava a servire il tè ai colleghi. Dopo l'arrivo di Tsukasa, viene assegnata a lui come sua collaboratrice, nonostante il fatto che le fossero rimaste soltanto 2 000 ore di vita.
Michiru Kinushima (絹島 ミチル?, Kinushima Michiru)
Doppiata da: Chinatsu Akasaki
Un'impiegata di diciassette anni del Terminal Service Nº 1 della SAI Corp, che è stata assunta dall'azienda un anno prima di Tsukasa. Pian piano sembra iniziare a provare qualcosa per Tsukasa, anche se si rifiuta di ammetterlo. Essendo stata cresciuta da un giftia, prova simpatia per i cosiddetti "bambini androidi", cioè per tutte quelle persone che a causa della perdita dei genitori hanno avuto per tutori dei giftia o altri tipi di androidi.
Zack (ザック?, Zakku)
Doppiato da: Sayuri Yahagi
Un giftia dall'aspetto di un bambino di alta classe che fa coppia con Michiru. Ama stuzzicare le persone intorno a lui e rivelare i loro segreti più intimi.
Kazuki Kuwanomi (桑乃実 カヅキ?, Kuwanomi Kazuki)
Doppiata da: Megumi Toyoguchi
Il capo di Tsukasa al Terminal Service Nº 1 della SAI Corp. Un tempo era assegnata ad Isla ed anche ora si dimostra essere iperprotettiva nei suoi confronti. Ha una gamba amputata a causa di un incidente avvenuto tre anni prima e sembra avere un debole per l'alcool.
Constance (コンスタンス?, Konsutansu)
Doppiato da: Satoshi Hino
Un giftia dalla personalità gentile che lavora per il Terminal Service Nº 1 della SAI Corp.
Yasutaka Hanada (縹 ヤスタカ?, Hanada Yasutaka)
Doppiato da: Kenjirō Tsuda
Un impiegato del Terminal Service Nº 1 della SAI Corp che lavora per l'azienda da dieci anni. Ha un atteggiamento informale e manca di motivazione nel suo lavoro.
Sherry (シェリー?, Sherī)
Doppiata da: Aimi Terakawa
Una giftia dalla personalità seria e dall'aspetto di una donna in carriera che fa coppia con Yasutaka. Tende ad annoiarsi spesso del comportamento del suo partner, nonché del fatto che certe volte egli non si presenti del tutto al lavoro. Quando si arrabbia, diventa spaventosa quanto Kazuki.
Ren Kawarake (土器 レン?, Kawarake Ren)
Doppiato da: Shin'nosuke Ogami
Un impiegato del Terminal Service Nº 1.
Eru Miru (海松 エル?, Miru Eru)
Doppiata da: Sumire Uesaka
Un'ingegnera del team di manutenzione dei giftia che ha un debole per Isla. È una fanatica di androidi che lavora in questo campo da due anni.
Takao Yamanobe (山野辺 タカオ?, Yamanobe Takao)
Doppiato da: Nobuo Tobita
Il manager del Terminal Service Nº 1 della SAI Corp, che assume Tsukasa e che sembra avere problemi di comunicazione con sua figlia. In precedenza aveva un lavoro nel settore delle vendite, ragion per cui non ha alcuna esperienza nel campo del suo attuale impiego.
Mikijirō Tetsuguro (鉄黒 ミキジロウ?, Tetsuguro Mikijirō)
Doppiato da: Mitsuaki Hoshino
Il supervisore di Eru e il capo della sala collaudo unità che serve a misurare le abilità fisiche dei giftia.

### Altri personaggi
Chizu Shirohana (白花 チヅ?, Shirohana Chizu)
Doppiata da: Reiko Suzuki
Una donna anziana testarda che si comporta da nonna nei confronti della sua giftia Nina. Inizialmente è risoluta a non lasciar andare Nina, ma più tardi capisce di stare pensando solo a sé.
Nina (ニーナ?, Nīna)
Doppiata da: Misaki Kuno
Una giftia bambina che fa compagnia a Chizu.
Sōta Wakanae (若苗 ソウタ?, Wakanae Sōta)
Doppiato da: Misato Fukuen
Un "bambino androide" che è stato cresciuto da Marcia, una giftia di famiglia. Dopo aver saputo del recupero imminente di Marcia, inizia ad essere diffidente nei suoi confronti e a comportarsi come se non gli importasse del suo ritiro. Più tardi però, grazie all'incitamento di Tsukasa, Isla e Michiru, riesce a fare i conti con i suoi veri sentimenti.
Marcia (マーシャ?, Māsha)
Doppiata da: Mamiko Noto
Una giftia che ha cresciuto Sōta come una sorella maggiore.
Shinonome (東雲?)
Doppiato da: Kenta Miyake
Un membro della R. Security che ha il compito di dare la caccia ai giftia, quando perdono il controllo dopo non essere stati ritirati in tempo entro la data di scadenza.
Andie (アンディ?, Andi)
Doppiata da: Mikako Komatsu
Una dipendente del Terminal Service Nº 3 che un tempo era Olivia, un'amica e vicina di casa di Eru, che poi fu ritirata alla fine della sua precedente durata di vita. A causa di problemi di natura economica, in seguito la SAI Corp le ha rinstallato il sistema operativo e l'ha riciclata col nome attuale.
Antonio Horizon (アントニオ・ホリゾン?)
Doppiato da: Hiroshi Naka
Un boss della mafia che è il proprietario di Sarah. Affezionatosi a lei col passare del tempo, si è reso conto che il suo stile di vita le stava impedendo di condurre una normale esistenza. Proprio per questo motivo, cerca di trovarle qualcuno con cui divertirsi almeno negli ultimi giorni della sua durata.
Sarah (サラ?, Sara)
Doppiata da: Ayahi Takagaki
Una giftia che ha lavorato come guardia del corpo di Antonio per anni.

## Media

### Anime
La serie televisiva anime originale, prodotta da Doga Kobo e diretta da Yoshiyuki Fujiwara, è andata in onda dal 4 aprile al 27 giugno 2015. La storia è stata ideata da Naotaka Hayashi e il character design è stato sviluppato da okiura. Le sigle di apertura e chiusura sono rispettivamente Ring of Fortune di Eri Sasaki e Asayake no starmine (朝焼けのスターマイン?, Asayake no sutāmain) di Asami Imai; sia nel primo sia nel settimo episodio viene anche riprodotta un'insert song intitolata Again & Again di Melody Chubak, mentre nell'episodio dieci si può ascoltare il singolo Suki na no de. (好きなので。? lett. "Perché ti amo.") di Sora Amamiya.
In America gli episodi sono stati trasmessi in streaming in simulcast da Aniplex of America (su Aniplex Channel, Crunchyroll, Hulu e Daisuki) e Viewster, di cui quest'ultima ha anche reso disponibile la serie nel Regno Unito e Irlanda grazie a un accordo con Anime Limited.

#### Episodi
| Nº | Titolo italiano Giapponese 「Kanji」 - Rōmaji                                                                  | In onda        | In onda |
| Nº | Titolo italiano Giapponese 「Kanji」 - Rōmaji                                                                  | Giapponese     |         |
| 1  | Il primo partner 「はじめてのパートナー」 - Hajimete no pātonā                                                 | 4 aprile 2015  |         |
| 2  | Non voglio creare problemi 「足を引っ張りたくないので」 - Ashi o hipparitakunai node                           | 11 aprile 2015 |         |
| 3  | Abbiamo appena iniziato a vivere insieme 「同棲はじめました」 - Dōsei hajimemashita                            | 18 aprile 2015 |         |
| 4  | Non so bene come si sorride 「うまく笑えなくて」 - Umaku waraenakute                                           | 25 aprile 2015 |         |
| 5  | La promessa che avrei voluto mantenere 「守りたかった約束」 - Mamoritakatta yakusoku                           | 2 maggio 2015  |         |
| 6  | A tutti e due, bentornati 「2人で、おかえり」 - Futari de, okaeri                                              | 9 maggio 2015  |         |
| 7  | Come invitarla ad un appuntamento 「上手なデートの誘い方」 - Jōzuna dēto no sasoi-kata                         | 16 maggio 2015 |         |
| 8  | I fuochi d'artificio che non avevo mai visto 「知らない花火」 - Shiranai hanabi                                | 23 maggio 2015 |         |
| 9  | Dopo la festa 「祭りの後」 - Matsuri no ato                                                                    | 30 maggio 2015 |         |
| 10 | Non siamo più partner 「もう、パートナーじゃない」 - Mō, pātonā janai                                          | 6 giugno 2015  |         |
| 11 | Il giorno dell'omurice 「オムライスの日」 - Omuraisu no hi                                                     | 13 giugno 2015 |         |
| 12 | Riempirsi di ricordi 「想い出が埋まってく」 - Omoide ga umatte ku                                              | 20 giugno 2015 |         |
| 13 | Spero che il destino te la faccia incontrare 「いつかまた巡り会えますように」 - Itsuka mata meguriaemasu yō ni | 27 giugno 2015 |         |

### Manga
Un adattamento manga spin-off di Yūyū, intitolato Plastic Memories: Say to good-bye (プラスティック・メモリーズ Say to good-bye?, Purasutikku Memorīzu Say to good-bye) e incentrato su Michiru Kinushima, è stato serializzato sulla rivista Dengeki G's Comic di ASCII Media Works tra il 27 aprile 2015 e il 30 luglio 2016. I vari capitoli sono stati raccolti in tre volumi tankōbon, pubblicati tra il 27 aprile 2015 e il 27 settembre 2016.

#### Volumi
| Nº | Data di prima pubblicazione | Data di prima pubblicazione | Data di prima pubblicazione |
| Nº | Giapponese                  | Giapponese                  |                             |
| -- | --------------------------- | --------------------------- | --------------------------- |
| 1  | 27 aprile 2015              | ISBN 978-4-04-865084-7      |                             |
| 2  | 27 novembre 2015            | ISBN 978-4-04-865529-3      |                             |
| 3  | 27 settembre 2016           | ISBN 978-4-04-892167-1      |                             |

### Videogioco
Una visual novel per PlayStation Vita, annunciata il 19 maggio 2016 da MAGES e 5pb., è stata pubblicata in Giappone il 13 ottobre 2016.